# Phyllachora tequendamensis
Phyllachora tequendamensis är en svampart som först beskrevs av Chardón, och fick sitt nu gällande namn av Franz Petrak 1951. Phyllachora tequendamensis ingår i släktet Phyllachora och familjen Phyllachoraceae.   Inga underarter finns listade i Catalogue of Life.